# Raubschloss Liebenstein

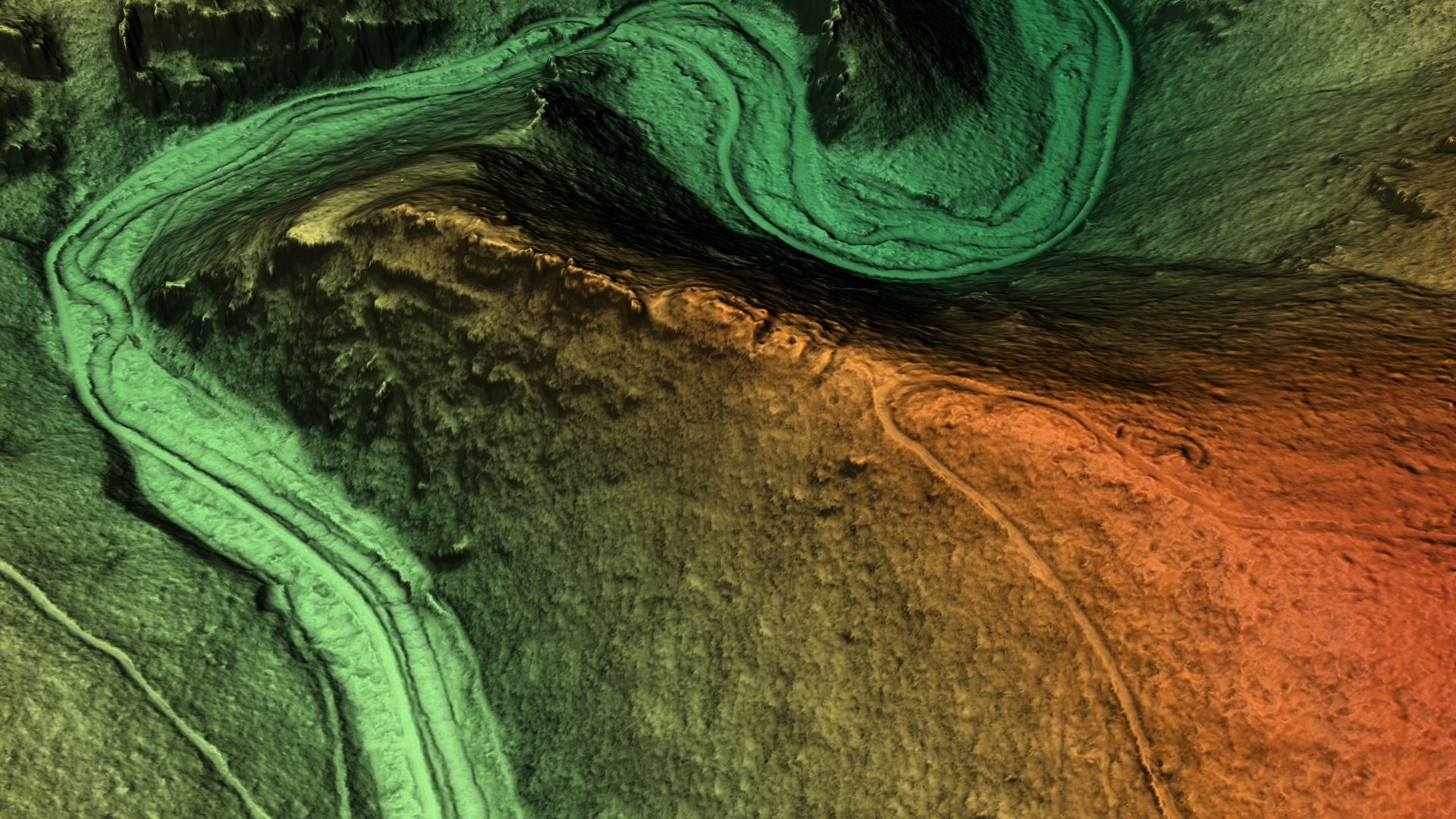
3D-Ansicht des digitalen Geländemodells

Mit Raubschloss Liebenstein wird eine Burgruine auf einem Felssporn im Schwarzwassertal bei Pobershau im Süden Sachsens bezeichnet. Die Spornburg wurde vermutlich im 12. Jahrhundert errichtet und diente möglicherweise dem Straßenschutz.

## Lage
Der Burgstall liegt 2 km südwestlich von Ansprung auf markantem nach Nordwesten gerichtetem Bergsporn in einer Schleife der Schwarzen Pockau.

## Geschichte
Archäologischen Funden zufolge bestand auf dem steil ins Tal abfallenden Bergsporn Liebenstein vom 12. bis zum 14. Jahrhundert eine mittelalterliche Wehranlage. Vermutlich könnte sie ein dörflich-grundherrschaftlicher Sitz eventuell böhmischer Lehnsträger gewesen sein. Allerdings kann böhmischer Einfluss an dieser Stelle bezweifelt werden, denn das betreffende Gebiet war damals unbesiedelter Urwald.
Mit einiger Wahrscheinlichkeit ist die heutige Wüstung Ullersdorf dieser Wehranlage zuzuordnen. Es wird angenommen, dass diese als örtlicher Stützpunkt im Kolonisationsgeschehen wirkte. Zugleich gelten Wehranlage und Siedlung als am weitesten vorgeschobene Posten eines Raumes, in welchem – offenbar begünstigt durch einen böhmischen Steig – die Besiedelung in der zweiten Hälfte des 12. Jahrhunderts begann.
Der Name Liebenstein ist erst auf späteren Karten überliefert. Im Volksmund wurde der Begriff Raubschloss für die Überreste der Anlage geprägt.
Sie besaß eine Gesamtlänge von schätzungsweise 90 Metern und eine Breite von 25 Metern. Die Wehranlage bestand aus zwei einfachen Erdgräben mit dazwischenliegendem Erdwall zur Abriegelung vom Hinterland. Das Innere der Burg bestand aus zwei Teilen: einem annähernd quadratischen Areal und von diesem durch einen Abschnittsgraben getrennt, dem erhöhten Kernwerk, das von einer teilweise mit trocken gesetztem Mauerwerk ummantelten Felsklippe gebildet wird.
Bis ins 18. Jahrhundert hinein soll die Ruine mit Resten eines starken Turms noch sichtbar gewesen sein.
Hier gemachte Funde sind dem 12.–13./14. Jh. zuzuweisen laut Geupel.
Der Burgstall wurde am 1. Dezember 1959 als Bodendenkmal eingetragen.

## Gegenwart
Heute sind auf dem Liebenstein nur noch Mauerreste und bearbeitete Steine auszumachen. Eine Tafel auf dem Grabungsgebiet weist auf die Geschichte dieses Ortes hin.

## Bilder

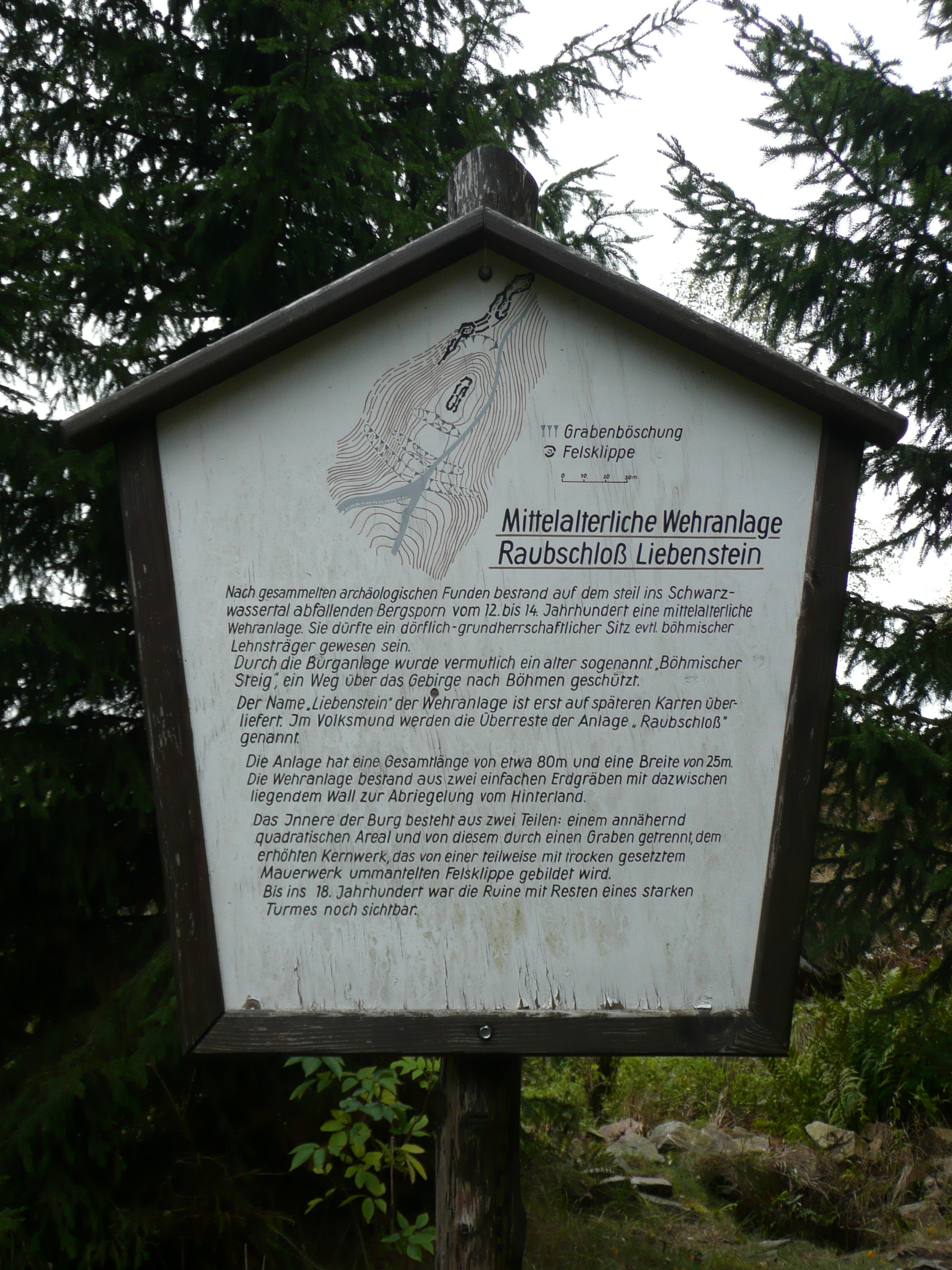
Hinweistafel auf dem Grabungsgebiet
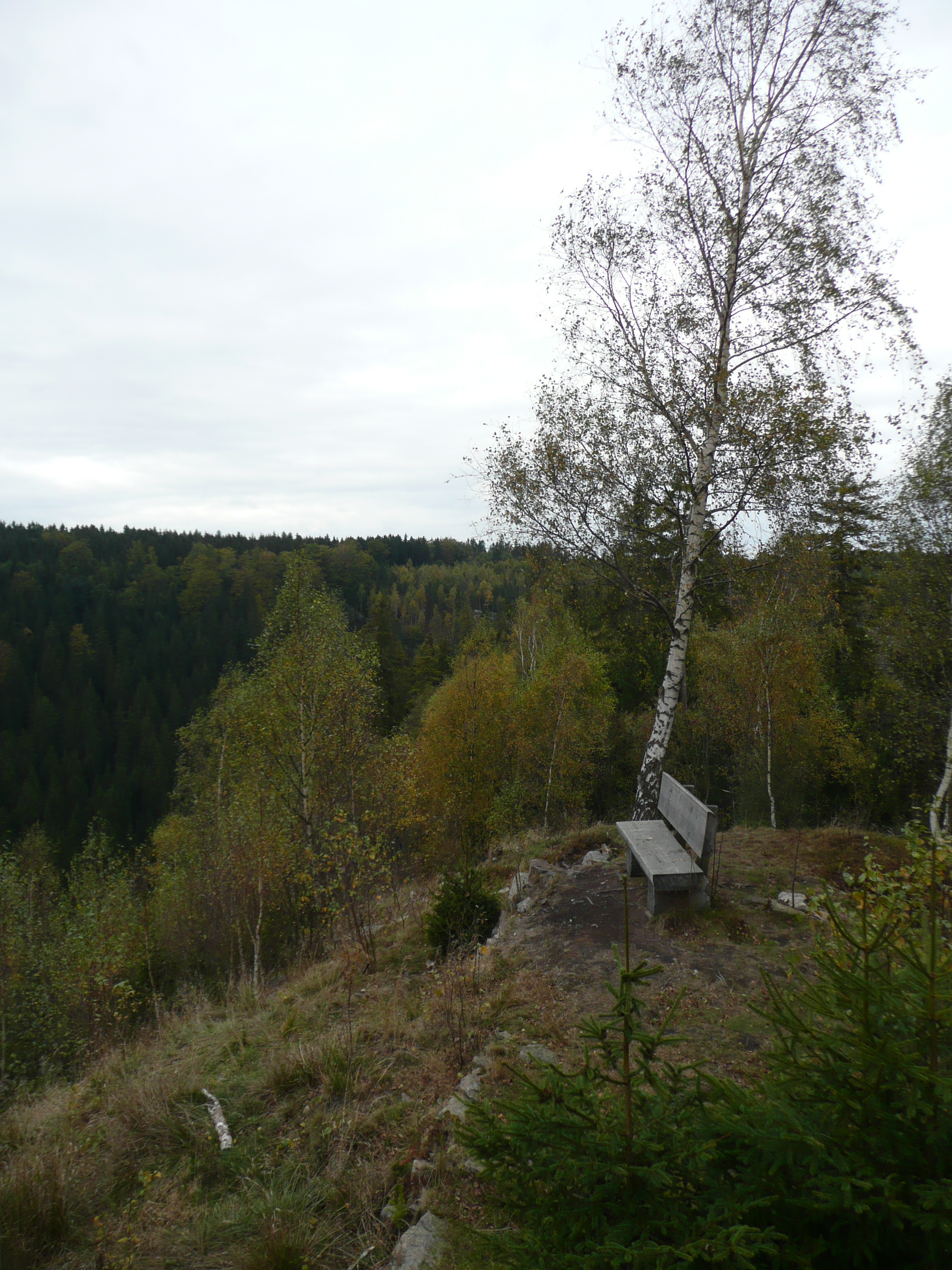
Bank auf der Felsklippe des ehemaligen Kernwerks
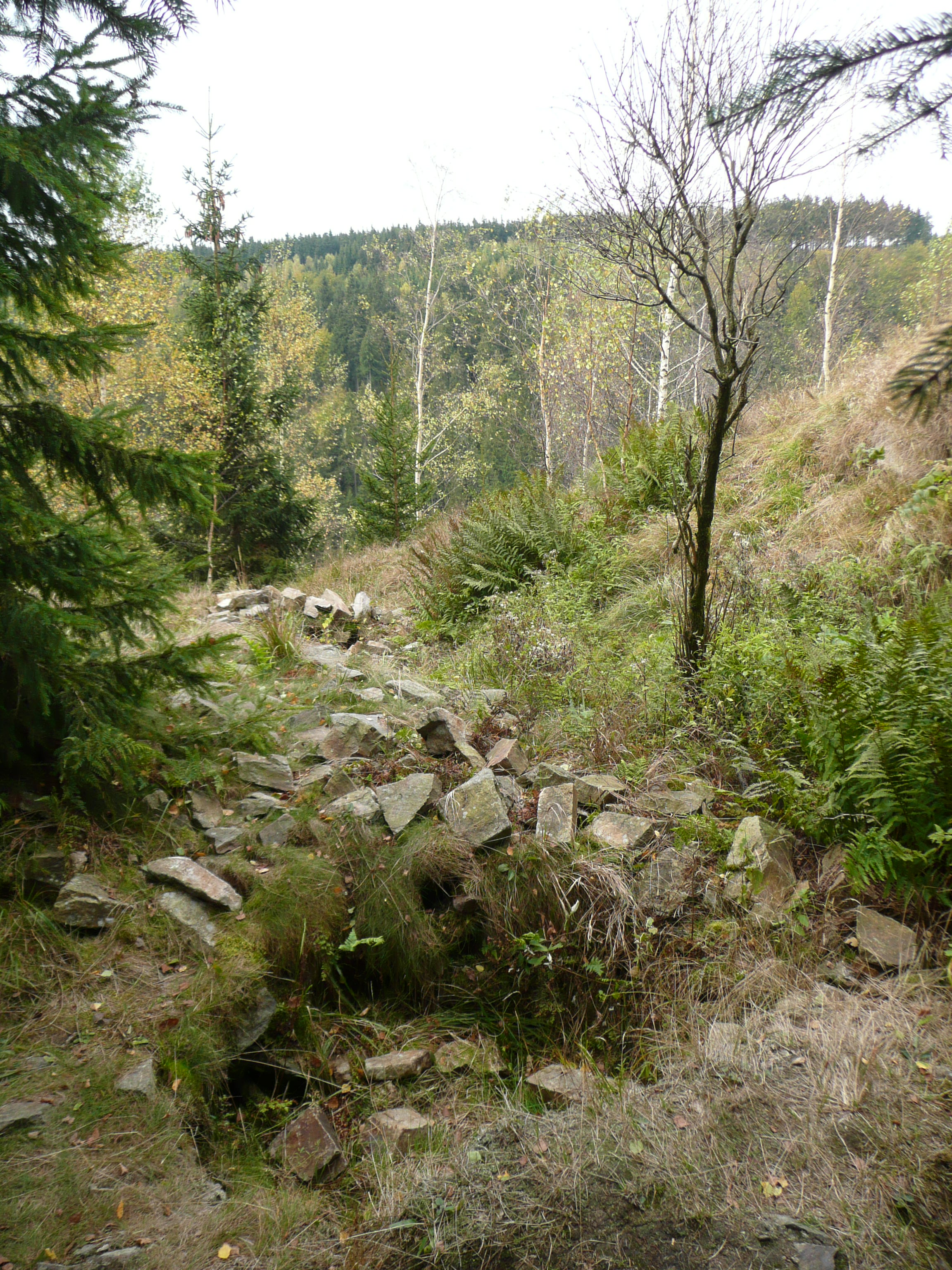
Grabungsstellen und behauene Steine als vermutliche Mauerreste
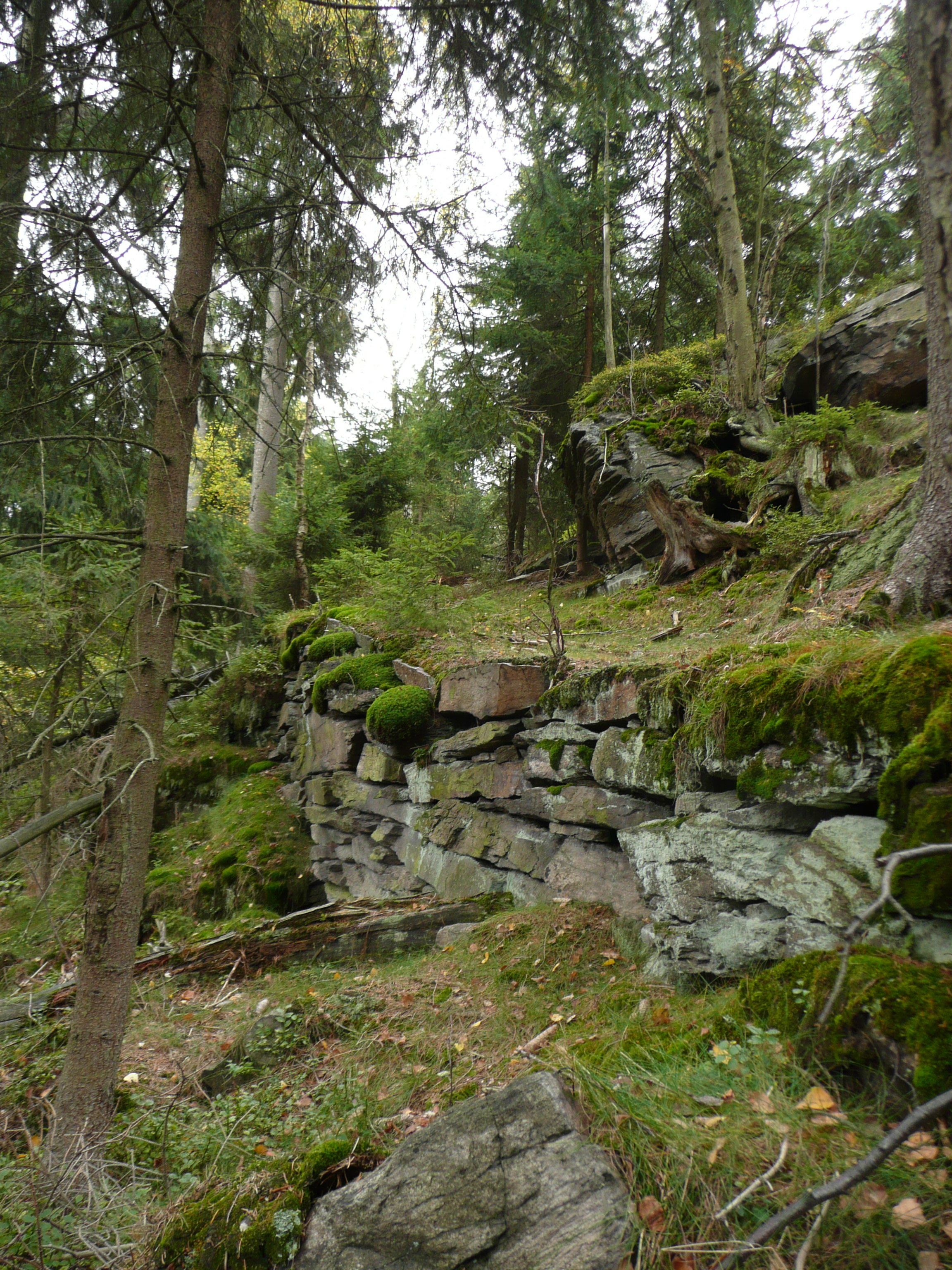
Befestigter Zugang in nordwestliche Richtung